# Marcus Gudmann
Marcus Mustac Gudmann (født 27. februar 2000) er en dansk fodboldspiller, der spiller for HB Køge

## Klubkarriere
Gudmann startede sin fodboldkarriere i Ledøje-Smørum Fodbold som 6-årig. Som 11-årig skiftede han til FC Nordsjælland.

### FC Nordsjælland
I januar 2017 skrev Gudmann under på en toethalvtårig ungdomskontrakt med FC Nordsjælland.
Gudmann var første gang en del af truppen ved en førsteholdskamp den 3. januar 2018, da han sad på bænken under hele kampen mod Silkeborg IF. Han fik sin førsteholdsdebut den 11. november 2018, da han startede på bænken, men erstattede Ulrik Yttergård Jenssen i det 60. minut i en 1-1-kamp mod Randers FC.
Den 9. januar 2019 skrev Gudmann under på sin første professionelle kontrakt, der bevirkede, at han fra sommeren 2019 var en permanent del af FC Nordsjællands førsteholdstrup.